# Андреас Ламберт
Андреас Ламберт (1843/1844 — 1894) — вождь клану кайхауан (з народу орлам-нама) в 1864—1894 роках.

## Життєпис
Його дід Амрааль і батько 1864 року разом з багатьма членами клану загинули під час епідемії віспи. В результаті Андреас очолив свій клан. Стикнувся з масовою загибеллю худоби, що негативно позначилося на існуванні клану.
Відновив потугу клану, активно займаючись торгівлею та крадіжкою худоби. Активно боровся проти вторгнення бурів з Капської колонії. В результаті став провідним вождем в Дамараленді та Намаленді. Встановив контроль над торгівельними шляхами до племен тсвана. 1884 року завдав останнім поразки. З 1889 року займався поставками зброї до клану Вітбуї.
У 1890 році виступив проти німецької присутності, погрожуючи силою вигнати німецьких колоністів. 1892 року почав боротьбу до 1894 року, коли в 6 березня зазнав поразки біля Наосанабісу й був захоплений у полон. Невдовзі його було страчено. Вважається, що це перша страта намібійського вождя німецькими колоніальними силами. Клан очолив його брат Едуард.